# Lygourió
Lygourió, en grec moderne : Λυγουριό / Λιγουριό, est un village du dème d'Épidaure, district régional d’Argolide, en Grèce.
Selon le recensement de 2011, la population du village compte 2 482 habitants.